# 熊谷眞一
熊谷 眞一（くまがい しんいち、1941年（昭和16年）5月18日 - 2021年（令和3年）2月8日）は、日本の実業家。シベール創業者。

## 人物・来歴
山形県大江町に生まれる。
山形市立商業高等学校卒業後、仙台市、新潟県三条市、東京での菓子職人の修行を経て、父親が営む和菓子店「松月堂」に入る。1966年25歳の時、山形市緑町に県内では初となる洋菓子専門店「シベール」を開業し、市内や仙台市等に店舗網を広げていった。
洋菓子専門から10年後にパン製造に手を広げ、売れ残ったフランスパンを活用して売り出したという「ラスク」が手ごろな贈答品として全国で高い評判を受け、山形を代表する企業の1つに成長させ、JASDAQ上場へと導いた。
本社敷地内に、シベールアリーナ（現：東ソーアリーナ）や交流のあった劇作家の井上ひさしからの協力を得て、遅筆堂文庫をつくるなど文化振興にも貢献し、施設の運営にあたる公益財団法人・弦地域文化支援財団も創設し代表理事を務めた。
2010年に社長を退いてからは、経営に関与していなかったが、その後、シベールは競争激化で業績が悪化。2019年に経営破綻しASフーズがスポンサーとなり再建を図っている。
脳梗塞で倒れリハビリを行っていたが、 2021年2月8日、 心筋梗塞で死去した。79歳没。

## 略歴
- 1960年（昭和35年）- 山形市立商業高等学校卒業。
- 1966年（昭和41年）- 洋菓子の店シベールを創業。
- 1970年（昭和45年）- 会社設立。社長就任。
- 2010年（平成22年）- 同取締役会長。
- 2011年（平成23年）- 同特別顧問。
- 2012年（平成24年） - 山形経済同友会代表幹事[5]。
- 2016年（平成28年）- 同代表幹事退任。
- 2021年（令和3年）2月8日 - 死去。